# George Henry Lewes
George Henry Lewes, född 18 april 1817, död 30 november 1878, var en brittisk författare.
Lewes var en bohemnatur, som skaffade sig vidsträckt kännedom om människor och förhållanden genom att i tidigare år pröva på olika yrken - juristens, köpmannens, läkarens, skådespelarens och lärarens. I början av 1840-talet slog han sig ned i London som litteratör och skrev under de följande åren artiklar i tidskrifter, romaner, teaterpjäser samt Biographical history of philosophy, vilken senare utvidgades och fördjupades. År 1854 ingick han samvetsäktenskap med författaren George Eliot och är kanske för eftervärlden mest känd som hennes "impressario". Han spelade dock på sin tid en ganska självständig roll inom den radikala litterära och vetenskapliga världen som kritiker och redaktör för tidskriften The Leader och The fornightly review, som ivrig befrämjare av positivistiska tankegångar och beundrare av Auguste Comte samt genom sina filosofiskt-naturvetenskapliga skrifter, av vilka den mest betydande är Problems of Life and mind (4 band, 1874-79). Hans Life and works of Goethe (1855) har ansetts vara en av de främsta engelska Goethebiografierna.